# أغنيس ماري منصور
أَغنيس ماري منصور (10 أبريل 1931 - 17 ديسمبر 2004) هيَ راهِبة أمريكية سابقة في الكنيسة الرومانية الكاثوليكية، أُرغمت في عام 1983 عَلى تَرك الرهبنة من أجل الاحتفاظ بِمنصبها كَمُديرة لإدارة الشُؤون الاجتماعية في ولاية ميشيغان، وَجاء ذلِكَ على إثر رَفضِها إِصدار بيان عام ضد عَملية الإجهاض، حيثُ كانت تُؤمن بِأَن الإجهاض ما دامَ مَشروعاً ومتوفرا للنساء الثَريات، فَلا بُد أن يكون متاحاً لِلنساء اللواتي يَحتجنَّ للدَعم الحُكومي.
وَبَعد تَخَرُجِها من الكلية فِي ديترويت بَدأت أغنيس بِممارسة العمل الديني، ثُمَ حصلت على دَرجة الدكتوراة فِي الكيمياء الحيوية، ثُمَ عَملت رئيساً لِكلية الرَحمة فِي ديترويت فِي الفَترة ما بين 1971 وَحتى 1983، وَحاولت أغنيس التَرشُح لِشغل مَنصب عام في الدَولة وَلكن لم تَنجح فِي مَسعاها، وذلك لِعَدَم تَلقيها تصريحاً رسمياً مِن الأُسقفية يَسمح لها بذلك، وفي مَطلع عام 1983 التَقت أَغنيس بِمحافظ وِلاية ميشيغان الذي قامَ بِتَكليفها بِمنصب مُدير إِدارة الشؤون الاجتماعية بِالولاية، وفي أثناء هذه الفَترة سَعت القِيادة الكاثوليكية فِي ديترويت وَكذلك روما نحوَ حَث أَغنيس على إِصدار مرسوم يُجرِم وَيمنع الإِجهاض، إِذ كانت الإدارة التي تَتولى أغنيس مَسؤوليتها مَسؤولة عَن إجراء عَمليات الإِجهاض المُمولة مِن قِبل الدولة، إِلا أنَّ أغنيس رَفضت تَنفيذ مَساعي القيادة الكاثوليكية، وَبعد شهرين فَقط من تولي أغنيس مَنصبها طالبَ الفاتيكان أَغنيس أَن تُقرر ما إذا كانت ترغب بالاستمرار فِي حياة الرهبنة وَخِدمة الدين أَو الاستمرار فِي منصبها الحالي، إلا أَنَّ قرار أغنيس كانَ صادِماً للقيادة الكاثوليكية، إذ قَررت اعتزال الرَهبنة، وَفي عام 1988 أضيف اسمها رسميًّا لقائِمة صالة الشرف النسائية بولاية ميشيغان.

## التعليم والدين
وُلدت أغنيس منصور فِي 10 أبريل 1931 بِمقاطعة ديترويت التابِعة لِولاية ميشيغان فِي الولايات المتحدة الأمريكية لِأُسرة لُبنانية الأَصل هَاجرت إلى أَمريكا، وكانَ اسمُها عند الوِلادة جوسفين مَنصور، وَتُعتبر أَغنيس الطِفلة الرِابِعة لِأبويها بَين أَربعة أطفال كُلهنَّ مِن الإِناث، وَقد عُمدت في الكنيسة المارونية وهي كَنيسة تابِعة للكنيسة الكاثوليكية الشرقية.
دَرست أغنيس في مدرسة سانت تشارلز الثانوية الموجودة في شَرق ديترويت، وَتَخرجت من كُلية الرَحمة في عام 1953، حيثُ حَصلت على درجة البكالوريوس في العلوم الطِبية التكنولوجية والكيميائية،  وفي سبتمبر من العام ذاته انضمت أَغنيس إِلى اتحاد راهِبات الرَحمة، وَلُقِبت بِالأخت أغنيس ماري، ومن ثُمَ انتقلت إلى الكنيسة اللاتينية التابِعة للكنيسة الكاثوليكية،  وَأكملت دِراسَتَها فِي الجامعة الكاثوليكية في واشنطن وَحصلت مِنها على درجة الماجِستير فِي العلوم والكيمياء عام 1958.
في السادس عَشر مِن أَغسطس عام 1959، بَدأت أَغنيس حياة الرهبنة وَتعهدت أَن تظل راهِبة طيلة حياتها، وَكان شعارها في تلك الفَترة «كُن حُراً تَكن مُؤمِناً»،  وفي عام 1964 التَحقت أغنيس بجامعة جورجتاون الأَمريكية وحصلت مِنها على درجة الدكتوراه في الكيمياء الحيوية. قامَت أغنيس بإصدار تَقرير طِبي يَمنع استخدام مادة الكلوروكين في علاج الملاريا لِما لها من آثار جانِبية خَطِيرة على صِحة العينيين وساعدها في ذلِك كُلٌ مِن هورد برنستين وناثان زفايفلر وَمارتن روبين،  وعلى الرغم من أن مؤسسة صالة الشَرف النسائية في ميشيغان قالت في كتابها عن أغنيس أنه وَلَو لَم يكن الفاتيكان يمنع الراهِبات من مُزاولة الجراحة آنذاك لَأصبحت أغنيس طَبيبة ناجحة،  الاّ أن الكنيسة الرومانية الكاثوليكية سمحت منذ عام 1263 للرهبان وللراهِبات في مُزاولة مِهنة الطب مع إسثناء إجراء عمليات جراحية، وسمحت منذ عام 1936 للرهبان وللراهِبات في إجراء عمليات جراحية. وَبعد حُصول أغنيس عَلى درجة الدكتوراه عادت إلى شيكاغو وَشغلت مَنصب رئيس قِسم العلوم الفيزيائية وَالرياضيات بِكلية الرَحمة،  وَعملت أَيضاً مُدربة لفريق كُرة السلة.
دَرست أَغنيس الإِدارة الأكاديمية فِي المَجلس الأمريكي للتعليم (ACE) ضِمن بَرنامج الزمالة المُقدم مِن جامعة كنتاكي،  وَفي عام 1971 تَولت أغني مَنصِب عَميد كُلية الرحمة وَظلت فيه حتى عام 1983، وَلِكَونها عَميد الكُلية عَمِلَت على زيادة عدد المُلتحقين بِالكلية وَزيادة التَجهيزات وَالمرافق، كَما أنها ضاعَفت عَدد البرامج الدراسية بِالكلية وَسَعت لِتحقيق التَوازن في ميزانية الكُلية مِن خلال زيادة المِنح والأَوقاف، وفي عام 1987 عَملت أَغنيس أُستاذاً زائراً في جامعة ميشيغان وَجامعة وين ستيت الأَمريكية.

## العمل العام
فِي الثالث مِن أَغسطس عام 1982، خاضَت أَغنيس الجَولة الانتخابية الأُولى لَها لِانتخاب مَجلِس النُواب الأَمريكي ممثلة عن الدائرة السابعة عَشر التابِعة لِمنطقة الكونغرس، وَصرحت أَغنيس خِلال حَملتها الانتخابية قائِلة: «أَتطلع لممارسة العَمل السياسي باعتباره امتداداً مَشروعاً لِكوني راهبة من راهبات الرَحمة»،  وَلكن لم يُحالف الحظ أغنيس حيثُ خَسِرت أمام ساندر ليفين (مرشح الحِزب الديمقراطي) الذي فازَ بالجولة الانتخابية الأولى مِن بين أربعة مُرشحين عَن الحزب الديمقراطي، حَيثُ فازَ بِعضوية مجلس النُواب بِفارق عَدد الأصوات الذي بلغَ سبعة أَضعاف عَدد الأصوات التي حَصدتها أغنيس ماري، حيث لَم تحصد سوى 6.4% مِن إجمالي عدد أَصوات الناخِبين.
وقد أثارَ تَرشح أغنيس للانتخابات البرلمانية دَهشة سِير أدموند سوزوكا (كبير الأساقفة في ديترويت)، وَفي ذلك الوقت كَان الفاتيكان يَسمح للمترهبنين بِتولي المَناصب السياسية، وَلكن عندَ ترشح أغنيس أصبح من الضروري الحُصول على مُوافقة الأُسقفية المَحلية،  وَلكن أغنيس رَفضت الخُضوع لذلك مُشيرةً فِي كلمتها للصَحافة إِلى أنَّ القانون الكنيسي ما هو إِلا مَجموعة من اللوائح القديمة غير الإجبارية؛ أَي أَنَّ تَنفيذها مِن عَدَمِه يتعلق بِرغبة المُرشح للعمل السِياسي،  وَقد تقبل سوزوكا ذلك ملتَمِساً لها العُذر بِأَنها لم تعِ ضَرورة الحصول على إذن بِالموافقة عَلى الترشح لمنصب سِياسي.

### إدارة الشؤون الاجتماعية في ميشيغان
التَقت أغنيس بِمُحافظ ولاية ميشيغان الجَديد جيمز بلانشارد الذي قامَ بِتكليفِها بِتَولي مَنصب مديرة إدارة الشؤون الاجتماعية وَالتي تُعد من المُؤسسات الكُبرى بِوِلاية ميشيغان،  وَكانَ الإِشراف عَلى بَرامج الصِحة العامة بِالولاية من اختصاصات إدارة الشؤون الاجتماعية بِما في ذلك تَمويل البرامج الصِحية المُتعلقة بالمُساعدات المالية الطِبية لإجراء عَمليات الإجهاض والتي تُقدر في ذلك الوَقت بِنحو 500 مليون دولار أمريكي.
وَكانَ لِزاماً على أغنيس الحُصول عَلى مُوافقة مِن قيادة الكنيسة وَمن سوزوكا (أسقف ديترويت) لِتَتمكن مِن شغل ذلكَ المَنصب، وقدَ أسندَ سوزوكا إِلى أغنيس مُهمة إِصدار بيان عام لِمُكافحة الإجهاض مُشيراً إلى أنَهُ لَم يَمنحها التصريح إِلا من أجل ذلك الغَرض،  وَلكنَ أَغنيس لم تعبأ بِتنفيذ مَا كلفها بِه سوزوكا،  وَعلى الرغم من استهجان أَغنيس لإجراء عمليات الإِجهاض إلا أنها تَرى أن الآخرين يَنظرون للإجهاض مِن منظور مُختلف، لِذلك لا بُد أَن يَتساوى البُسطاء مَع غيرهم مِن الأثرياء فِي مشروعية إِجراء الإجهاض طالما أنهُ إِجراء قانوني.
في التاسع وَالعشرين من ديسمبر عام 1982، شَرَعت أَغنيس بتَولي مَنصب مُديرة إدارة الشؤون الاجتماعية وَتبقى فقط حُصولها على الموافقة التَشريعية في ميشيغان؛ أَي مُوافقة الأُسقفية، وَتحت ضُغوط متزايدة من قبل الكاثوليكيين المُحافظين والكاثوليكيين المُعارضين للإِجهاض، وَفي الثالث والعشرين من فبراير عَزم سوزوكا على تَضييق الخناق على أغنيس وَدونَ أي رَد مِنها أَو مِن قيادتها في الكَنيسة تَوجه سوزوكا مُباشرةً إِلى مقر اتحاد راهبات الرحمة فِي ديترويت لِيتحقق مِما إِذا كانت أغنيس قَد انتهكت تَعاليم الكَنيسة أم لا،  وَأكد سوزوكا خلال زِيارتِه أنَّ أغنيس لم تتلقَ مُطلقاً إذناً مِنه للعمل بِالدولة وَأمرهم بِأن يُخبروها بِضرورة استقالَتِها مِن منصبها،  وكرد فعل على هذا القَرار احتَجت مِئات الراهِبات عَلى تلك التَوجيهات وَالتصريحات، وانضَم إِليهِنَّ عَدد من القساوسة مِن بينهم أعضاء المَجلس الكهنوتي في ديترويت.
وَمن جانِبه قَام التحالف الأمريكي للراهبات بِتنظيم وَقفة احتجاجية شَارك بها حوالي 300 راهبة مِمن يُقِمنَ شعائرهن بِإحدى الكنائس في ديترويت، وَصرحت مرجريت تراكسلر (المُؤسس المساعد للتحالف الأمريكي للراهبات) بِأنَ أحداً لَم يَستجب لِرغبة أغنيس فِي العمل بالدولة وَلم يُعقد اجتماع رسمي لِمناقشتها فِي الأَمر وَهذا ما عُهِدَ دائِماً مِن قبل الكَنيسة وَالتي وَصفتها بِالعُنصرية وَالمُتشددة وَالتَعَسُفية،  وقالَ جاي بيرمان (المتحدث الرسمي باسم أسقف ديترويت) خلال الوَقفة الاحتجاجية أَنَّ ما قامَ بِه الكاثوليك هي مَجهودات غير مبررة وَغير مفهومة، مُشيراً إلى أَنَّ هذا من شأنه أن يُمثل تَعَدِياً على حُرمة الحياة الإنسانية التي حثت عليها تعاليم الكنيسة مُنذُ 2000 عام،  وَأَعرب سوزوكا عن استيائه من عَدم تأييد المجلس الكهنوتي لَهُ، مؤكِداً بأنهُ طالبَ أغنيس بإصدار بَيان عام ضد الإجهاض وَلم يَطلب مِنها تَغيير موقِفها، حَيث قال أن هذه مَسألة تتعلق بواجبها المُطلق نَحو تمثيل وَحماية وَالدفاع عن العَقيدة الكاثوليكية التي تأمُر باحترام حياة الإِنسان،  وَفي الرابع من مارس كَان لسوزوكا لقاء آخر مَع قيادة اتحاد راهبات الرحمة في ديترويت، حيثُ كرر عليهِنَّ التوجيهات نَفسها، وِمن جانبهِن عَزمت راهبات الرحمة على عدم الخضوع لأوامر سوزوكا إِذا ما كان ذلك يعود بالنفع على الجميع، حيثُ رفضنَ إجبار أَغنيس على تَركِ مَنصِبِها.
فِي الثامن مِن مارس تَم تَعيين أغنيس رَسمياً بِمَنصب مُديرة إدارة الشؤون الاجتماعية مِن قبل مَجلس الشيوخ بِولاية ميشيغان بِأغلبية عدد الأصوات التي بلغت حوالي 28 صوتاً مُؤيدين مُقابل 9 أَصوات مُعارضه، وَصرحت أَغنيس قائِلة: «إِننا نعيش في مُجتمع تسوده التَعددية الأخلاقية وَعلى الحكومة أن تحترم ذلك وَليس بالضرورة أَن تكون أَخلاقي وقناعاتي مِثلَ غَيري»،  وَصرحت أَغنيس لِمجلس الشُيوخ أَنها ضد إِجراء عمليات الإِجهاض وَلكِن بِإمكانها أَن تتساهل قليلاً فِيما يخص مَهام منصِبها وَالتي تشمل تَقديم الدعم المالي الطِبي للمستشفيات التَي تقوم بإجراء مِثل هذه العَمليات للسيدات بأسعارٍ مُخَفضة أَو بِالمجان،  وَمِن جانبه قَام السير كينيث جوزيف بوفيش (أُسقف مقاطعة لانسينغ، التي كان مِن المُقرر أن تكون مَقراً لإدارة أغنيس) بِتقديم إِذن بالموافقة على تَولي أغنيس مَنصب مديرة إدارة الشؤون الاجتماعية، حيثُ صَرح بِقوله «أُفضل أن أُولي هذا المنصب لامرأة مثل أَغنيس ماري لكي تتمكن من إحداث تَأثير وَتغيير على هذه المُؤسسة قدرَ المُستطاع، بدلاً مِن أن تتولاه إحدى مُمثلات الحركة النسائية المُؤيدة للإِجهاض».
فِي العاشر من مارس رفعَ سوزوكا القَضية إلى الفاتيكان وَأعرَبَ لِلبابا عَن موقف الكاثوليك قائِلاً: «إِنَّ الكاثوليكيين فِي حيرة مِن أَمرِهم، وأنهم متشتِتون وَمُنزَعِجون وَممتعضون مِن هذا المَشهد حيث أنَهُ لَيس مِن الطَبيعي أَن تَتولى إحدى الراهبات مَنصِباً إِدارياً فِي إحدى المُؤسسات بِالدولة وَالتي تُقدم الدَعم الطِبي لإجراء عَمليات الإِجهاض وَمع ذلك ترفض أَن تُصدر بياناُ يُجرِم ذلك»،  وبناءاً على كلامه قامَ الفاتيكان بِتفويض الأسقف بيو لاغي لِمواجهة الأمر وَحل المَوقف، فَبعثَ بِرسالة إلى الأخت تريزا كاين (الرئيس العام لاتحاد راهبات الرحمة) تنُص عَلى ضرورة إِخطار أغنيس بِحتمية تَرك مَنصبها كمدير إدارة الشؤون الاجتماعية،  وَردت تريزا على رسالة الفاتيكان بِالرَفض، كَما استنكرتها أَيضاً إيميلي جورج القائِد الأعلى لِمقر اتحاد راهبات الرحمة في ديترويت وَالتي كانت قد تولت مَنصب رئيس الاتحاد سابقاً، وِمن قبل ذلك كانت رئيس كلية راهبات الرحمة قبلَ أَن تتولاه أغنيس ماري.
وَفي الحادي عشر مِن أبريل؛ أَي بَعد مُرور يَوم واحد على يَوم مِيلاد أَغنيس الثاني وَالخمسين، دَعت الأُخت تريزا لِعقد اجتِماع رَسمي لمجمع المعاهد الدينية والعلمانية بِغرض مُناقشة الأمر باعتِباره المُجمع التابِع للفاتيكان والمَسؤول عَن الرُهبان وَرجال الدين المسيحيين، وَفي السادِس عَشر مِن أَبريل أَصدر المُجمع تَعليماته إِلى أنطوني بيفيلاكوا (الأُسقف المُساعد بمقاطعة بروكلين) الذي كان في زيارة لِروما بِصحبة عدد من الأساقِفة تَنُص على «أَن يلتقي بِالأخت أغنيس مُباشرةً وَأن يطلب منها باسم قداسة البابا وباسم قدسية وفضيلة رَهبانيتها أَن تستقيل فوراً مِن مَنصبها كمديرة إدارة الشؤون الاجتماعية بميشيغان»،  وَلكن أغنيس رَفضت التخلي عن مَنصِبها، وَقدمت طَلباً بتصريح إجازة مِن اتحاد راهبات الرحمة حَتى تَتفرغ لأداء مَهام منصبها الجديد بَعيداً عَن قُيود الكَنيسة.
وفي التاسع من مايو عام 1983، تَوجه الأسقف بيفيلاكوا بِخطاب مُباشر إلى أغنيس، وَيُعد هذا إجراءاً غير مَسبوق، وذلكَ لأن اتصال الأسقف عادةً ما يقتصر على السُلطات الدينية وليسَ على الأفراد. وَتضمن الخطاب طلباً من بيفيلاكوا إِلى أغنيس لِلحضور لِمقابلته شَخصيا وطلبَ منها أن تَصطحب معها إن أمكن اثنتين من الراهِبات لِدعمها معنوياً،  فَوقع اختيار أَغنيس عَلى الأخت الدُكتورة هيلين ماري بيرنس وعلى رئيسة اتحاد راهبات الرحمة إيميلي جورج، وعندما عُقد اللقاء خاطب بيفيلاكوا أَغنيس بِضرورة أَن تَتخذ قرارها حيال هذا الأمر إِما بالتخلي عَن منصبها الإِداري أو اعتزال الرَهبنة، وقد كانَ لهذا الطَلب وَقع الصدمة على أغنيس التي استغرقت 80 دقيقة لِتُفكر مَلياً فِي القرار، ثُم أخيراً وَبعميق الأسف وَالندم وقليلٍ مِنَ الحُرية، قامت أغنيس بِتوقيع الأوراق التي قدمها لها بيفيلاكوا وَتتضمن هذه الأوراق طلباً بالإعفاء نهائياً مِن الرهبنة مُنهية بِذلك مُدة إجازتها بشكلٍ نهائي،  بعدَ حوالي ثلاثين عاماً قضتها مُترهبنة وَخادمة للكنيسة.
أَدى ذَلك إِلى اشتعال غَضب الراهبات بِأمريكا اعتراضاً على هذا التصرف الفَردي من قبل بيفيلاكوا،  وَقام التحالف القومي الأمريكي للراهبات بِالتعاون مع الجمعية العامة للراهبات بِإصدار بيان مُشترك يتضمن مَا يلي: «إن الائتلاف الديني الرُوماني أنكرَ مَبدأ حرية الفِكر وَالتعبير خشية أَن يَفقد سلطته وهيمنته»،  وَدعا التحالف القومي الأمريكي للراهبات والجمعية العامة للراهبات جَميع الراهبات مِن المُتعاطفات مع قضية أغنيس للمُشاركة فِي الوَقفة الاحتجاجية في بنتيكوست وَذلك في يوم الأحد المُوافق الثاني والعشرين من مايو عام 1983، باعتبار أغنيس شاهِداً وَمثالًا واضحاً وجلياً على الاستغلال التَعسفي وَالمُتجبر وَالمُتغطرس للسلطة في مُجتمع تسوده هَيمنة الرجال،  كما تمَ أَيضاً تَنظيم وقفات احتجاجية صَغيرة في الكاتدرائية بِشيكاغو وَواشنطن، وَجاء في مجلة المرأة على لسان الأُخت دوننا كوين (رئيسة التحالف القومي الأمريكي للراهبات): «أَن طلب البابا بِالطاعة وَالخُضوع يمثل تعدي وَتخطي على كوننا نَحنُ راهبات وخادمات للدين بأمريكا»،  وَأضافت ماري كاي بليكلي (إحدى الصحفيات بذات المجلة): «أَنها تَظُن أَن أغنيس ماري كانت مُحقة في قولها بأن البابا لا يَتفهم الشعب الأمريكي وَلا يستطيع أيضاً فَهم الراهبات الأمريكيات»،  وَنتيجةً لانقسام المُجتمع الديني الأمريكي حول هذا الشأن تَم التوصل إلى قرار لِمحاولة إجراء حوار بَناء بين أطياف المُجتمع بدلًا من مُجرد اتخاذ إجراءات إِدارية تُعد انتهاكاً للسلطة الدينية لِلكنيسة وانتهاكاً لِقداسة وحُرمة الفِكر الديني لأفراد الكنيسة وَلكن ذلك لم يُجدِ نَفعاً.

### القضاء على الفقر
في عام 1987 تَولت أغنيس مَنصب المُستشار التنفيذي فِي المبادرة الصحية التي أطلقها اتحاد راهبات الرحمة، والتي أُطلقت خصيصاً لِمُساعدة الفُقراء، وفي عام 1988 قامت أَغنيس بِإنشاء مُؤسسة الفَقر والإصلاح الاجتماعي، التي تَبنت العَمل على رفع الكَفاءة الصِحية وَالتعليمية للأطفال مِن أَبناء الطبقة الفَقيرة،  حيثُ أنشأت المُؤسسة وِحدتي رِعاية أَطفال في ديترويت تحت اسم «وَثبة إلى الأمام».
شغلت أغنيس عدداً من المناصب بِالعديد من اللجان التنفيذية فِي كثير من المؤسسات من بينها مُؤسسة الفقر والإصلاح الاجتماعي، وَالجمعية الصحية باتحاد راهبات الرحمة، وَالجمعية الاقتصادية للمرأة، وَشركة الاتصالات بميشيغان، وَالبنك القومي في ديترويت، وَالاتحاد القومي للكليات والجامعات.

## موقفها من الإجهاض

بَيان الكاثوليكية حولَ التعددية والإجهاض

فِي الوقت الذي كانت فيه أغنيس تَستهجن وَتستنكر إجراء عمليات الإجهاض،  كانَت تَرى أنَهُ مِنَ الضَروري أن يكون إجراء الإجهاض حقاً مَشروعاً لِجميع النِساء أغنياء كُنَّ أَم فُقراء مادام أَنَه مَسموح قانونياً،  وَخلال حَملتها الانتخابية في شهر يَوليو عام 1982 كَتَبت تَقريراً بِعنوان «الإجهاض وَمشروعيته»،  وَفي أَواخر صَيف عام 1984 شاركت أغنيس 96 مِن اللاهوتيين وَالرُهبان وَالقساوسة في تحرير بيان آخر بِعنوان «بيان من الكاثوليكية حول التعددية والإجهاض» فِي دعوة لحوار كاثوليكي حول إجراء عملية الإجهاض والتعددية الدينية المُنادى بها بين الكاثوليكيين.
اتَخذت أغنيس وَراهبات الرَحمة في عقد 1980 قراراً بناءاً عَلى ما وَصفنَهُ بِالحرية الواعدة للرأي وَالفِكر وَالتي أعرب عنها المُجمع الفاتيكاني الثاني في الفترة ما بين 1962 وَحتى 1965 وَالتي تنبأ بِها مِن قَبل الخِطاب المُقدس (الرَسالة الباباوية) لِلبابا آد بيتري في عام 1950 وَالتي نادَت بِـ «انشروا الوحدة بينكم وَمارسوا الحرية حتى في الأُمور التي عليها قيود وافعلوا الخير في كل أحوالِكُم»،  وَقد رَأَت عُضوات اتحاد الراهِبات أَنَّ لَديهُنَّ حقوق وَحريات أكبر من مجرد الخُضوع وَالسَمع والطاعة لِلسُلطة، وَفي سياقٍ مُتصل فقد تم اعتبار رد الفعل الحاسم وَالسريع من البابا يوحنا بولس الثاني ضِدَ أغنيس مُنافياً للبيان الكنيسي الذي صدر في منتصف عام 1960 والذي تضمنَ مَشروعية الاختلاف في الرأي حَول عديد من القضايا منها قضية الإِجهاض،  وَفي السابع وَالعِشرين من نوفمبر عام 1983 تَم تفعيل لائحة القانون الكنيسي لِلكنيسة الكاثوليكية التي نَفت تماماً إمكانية شغل الراهبات الكاثوليكيات المُتفرغات لِخدمة الكنيسة للمناصب السياسية.
وَفي عام 1983 تَلقت أغنيس ماري عًرضاً بِدفع مَبلغ مالي مُقابل الحصول منها على حَق النشر وَالعرض لإنتاج فيلم عَن سيرتها الذاتية، وقالت أَنها لَن تقبل العرض إِلا إذا كان المَبلغ المدفوع كافي لِسد العَجز المَالي لِولاية ميشيغان وَالذي بلغت قيمته حوالي 900 مليون دولار أمريكي، لذلكَ تَوقف مشروع إِنتاج فيلم عن سيرتها الذاتية،  وَظلت أَغنيس في منصبها حتى عام 1987، وَفي فترة توليها مَنصب الإدارة تَم تَقليص مُعدل الخطأ بالإدارة تَماماً إلى أَقل مُعدل لَه من حيث تقديم المُساعدات الغذائية وَالمالية والطِبية، كما ارتفعَ مُعدل التحقيق وَالتجريم وَالمُسائلة القانونية في حالات الغِش، كَما حققت رقماً قياسياً في إيواء وَتسكين الآباء الذين يبحثون عن مُساعدات مادية وَدعم لأبنائهم، وَنظمت أغنيس عدداً مِن الإجراءات الإدارية، كَما أطلقت مُبادرة لبرامج التوعية بِمخاطر حَمل المُراهقات وَتقليل عدد الحوامل مِن الفتيات في سن المراهقة وَمُساعدة الأمهات من الفتيات في مرحلة المراهقة، كما تَوسعت في إطلاق البرامج التي تتبناها الدولة لِمُساعدة ضحايا سُوء المعاملة المَنزلية.

## مرضها
لَم يكن اعتزال أَغنيس للرهبنة أَمراً مُشرف وَمحل للفَخر بالنسبة لاتحاد راهبات الرحمة،  بل كانوا يُعدونها وَاحدةً مِن الراهبات وأنها لا تزال خاضعةً لِأوامِر الكَنيسة، وَفي عام 1993 اكتشفت أَغنيس إِصابتها بِسرطان الثَدي وَخضعت للعلاج ومن ثُمَ تماثلت للشفاء،  وبعد عَشر سنوات عاودَ المَرض الظهور مَرةً أُخرى وَامتدت الإِصابة إِلى العِظام وَالرِئَتين، وفي تلكَ الفترة تَلقت أغنيس دعوة لِلإقامة بِمركز ماكاولي فِي منطقة فارمنغتون هيلز بولاية ميشيغان وَهوَ مُنتجع صحي تحت إدارة وإشراف اتحاد راهبات الرحمة. وفي الوقت الذي كانت أغنيس تُصارع بِه المَرض وَتواجه المَوت صَرحت بِأنها ليست نادِمة ولا ممتعضة مِن قرار الفاتيكان لِكن ذلك آلمها فَحسب،  وَتمنت أن يتذكر الجميع أغنيس ماري المرأة التي لطالما أبدت اهتِماماً بالِغاً بِتوفير الإعانات وَالمُساعدات العِلمية وَالخدمية لِمَن هُم أقل حظاً.

## وفاتها
تُوفيت أَغنيس مَنصور فِي السابع عَشر مِن ديسمبر عام 2004 عَن عُمرٍ ناهز 73 سنة،  وَدُفنت بِمقبرة القيامة المُقدسة بِمدينة ساوثفيلد التابِعة لِولاية ميشيغان الأمريكية وهيَ مِن المَقابر التابعة لِاتحاد راهِبات الرحمة،  وَقالت الأُخت ليندا ويرثمان (رئيسة اتحاد راهبات الرحمة بمقاطعة ديترويت): «أَنَّ أغنيس لَم تَعزُب عَن كونها واحدة من راهبات الرحمة قلباً وقالِباً وَكثير مِنا لم يتوقف عن اعتبارها كَذلك، وعبرَ السنين ظلت أغنيس تَتفانى وَتبذل قصارى جُهدِها فِي تقديم يَد العون لأولئك الفُقراء الذينَ يُعانون المَرض والفَقر وَالأُمية وَانخفاض مُستوى التعليم».
كَتَبَ ريتشارد مكورن (أحد رجال الدين) فِي عام 2006 قائِلاً: «إنَّ السُلطات الدِينية وَالمسؤولين بِالكنيسة أساؤوا استخدام السُلطة فِيما يتعلق بقضية أغنيس ماري وَهو الأمر الذي يُعد خِزياً لِتعاليم الكنيسة»،  كَما كتب المُؤلف كينيث بريجز (مُحرر بالقِسم الديني بمجلة نيويورك تايمز سابِقاً) قائِلاً: «إن قضية أغنيس ماري تُعد الأكثر دراماتيكية مِن وجهات نظر متعددة وإن لم تكن الوحيدة لكِنَها تُعد مِثالاً عَلى إقصاء راهبة بِعينها وَمُعاقَبَتِها دُونَ غَيرِها»،  وَكتبت مرجريت فارلي (واحدة مِن اللاهوتيين وَهيَ عُضوة في اتحاد راهبات الرحمة وَتعمل أُستاذاً بِجامعة يال) قائلة: «أَنَهُ كَم كان مؤلماً حينَ كان لِزاماً على أَغنيس ماري الرَحيل بعد أن أَعلنت الكنيسة رسمياً خُروجها من عضوية الكنيسة، وَقد كان المجتمع في تلكَ الأثناء يُعاني كثيراً وَعانت هي أيضاً بِالمثل، وحينَ اعتزلت الرَهبانية وَتركت الكنيسة تَعهدت أغنيس بِأنها سَتبقى راهبة للرحمة قَلباً وقالِباً وهذا بالفِعل ما كان، فقد استمرت في أعمال الرحمة طوالَ حياتِها».